# Los Arbolitos
Los Arbolitos är en ort i Mexiko.   Den ligger i kommunen Macuspana och delstaten Tabasco, i den sydöstra delen av landet, 700 km öster om huvudstaden Mexico City. Los Arbolitos ligger 18 meter över havet och antalet invånare är 171.
Terrängen runt Los Arbolitos är mycket platt. Runt Los Arbolitos är det ganska tätbefolkat, med 67 invånare per kvadratkilometer. Närmaste större samhälle är Macuspana, 12,4 km sydväst om Los Arbolitos. Trakten runt Los Arbolitos består till största delen av jordbruksmark.